# Helfert-Nunatak
Der Helfert-Nunatak ist ein markanter Nunatak im westantarktischen Ellsworthland. In der Sentinel Range des Ellsworthgebirges ragt er 24 km westlich des Mount Sharp auf.
Entdeckt und besucht wurde er von der sogenannten Marie Byrd Land Traverse Party, einer Mannschaft vorwiegend zur Erkundung des Marie-Byrd-Lands zwischen 1957 und 1958. Diese benannte den Nunatak nach Norbert Fred Helfert (1935–1974), der 1957 als Meteorologe auf der Byrd-Station tätig war.